# Sint-Baafs-Vijve
Sint-Baafs-Vijve is een dorp in de Belgische provincie West-Vlaanderen en een deelgemeente van Wielsbeke. Het was een zelfstandige gemeente tot aan de gemeentelijke herindeling van 1977. Het dorp ligt aan de Leie.

## Demografische ontwikkeling
- Bronnen:NIS, Opm:1831 tot en met 1970=volkstellingen; 1976 = inwoneraantal op 31 december

## Bezienswaardigheden

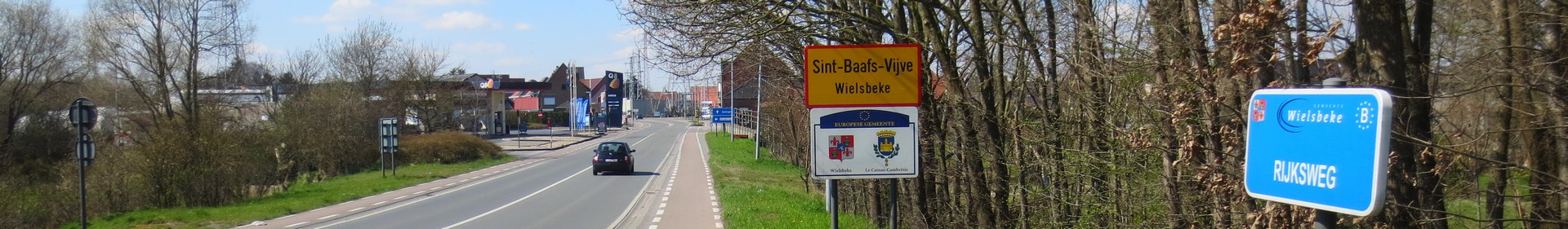
Panorama van Sint-Baafs-Vijve

- De Sint-Bavokerk is een van de waardevolste landelijke romaanse kerkjes van West-Vlaanderen. De oorspronkelijke kerk dateerde van omstreeks 1100. Ze werd dicht tegen de Leie gebouwd, waarlangs men de bouwmaterialen aanvoerde. De kruiskerk met drie beuken, een halfrond koor en lage zijbeuken onder een zadeldak is nu hoofdzakelijk een reconstructie van rond 1910 naar ontwerp van de Tieltse architect Hendrik Van Den Broucke. Van haar oorsprong zijn alleen de viering en het transept bewaard.
- Het Blauw Kasteelke is een hoeve daterend uit de middeleeuwen. Deze hoeve was volgens de overlevering de plaats waar de Vlaamse graaf Gwijde van Dampierre een tijdelijke wapenstilstand ondertekende met de Franse koning Filips de Schone in oktober 1297.

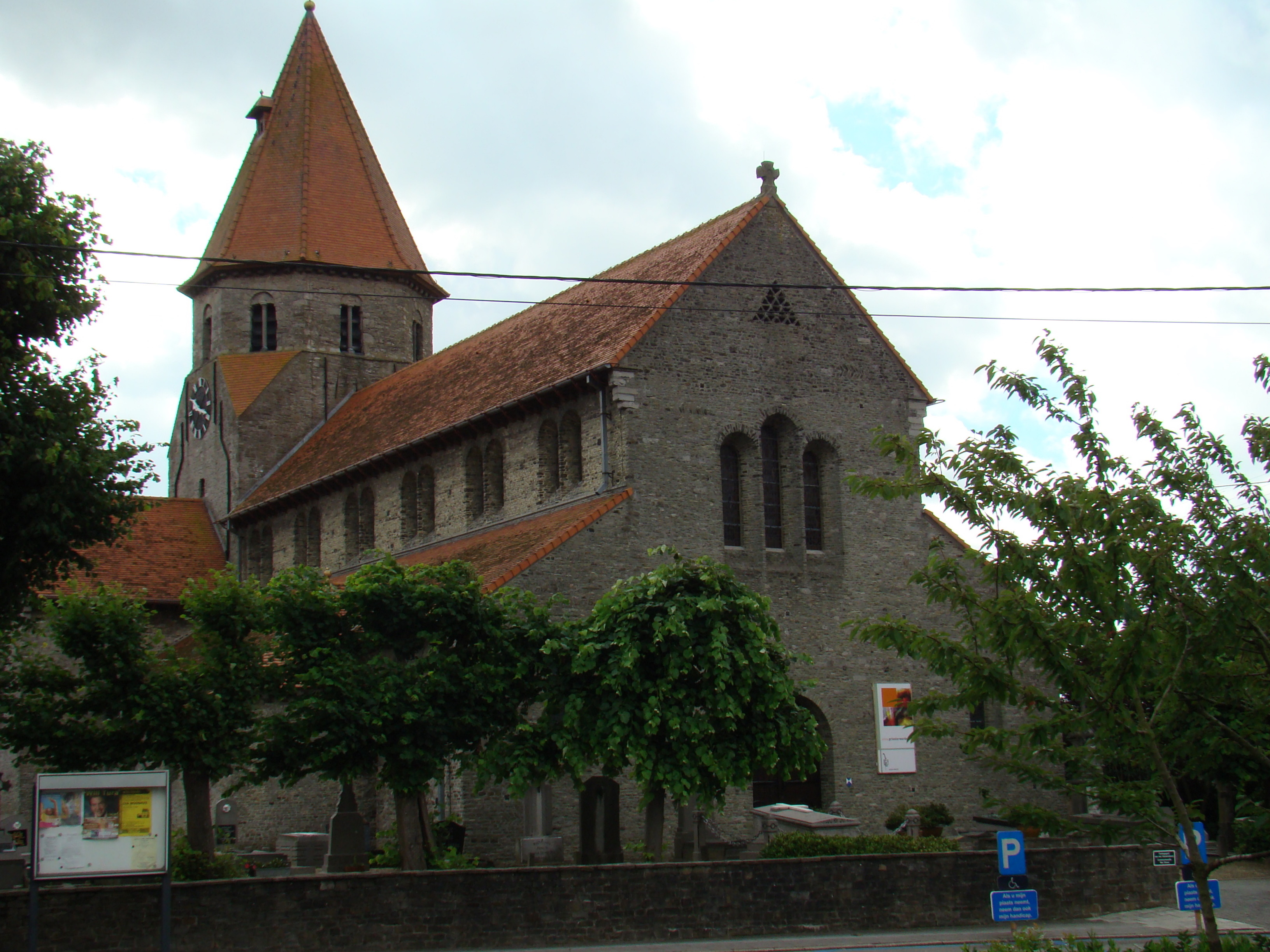
Sint-Bavokerk
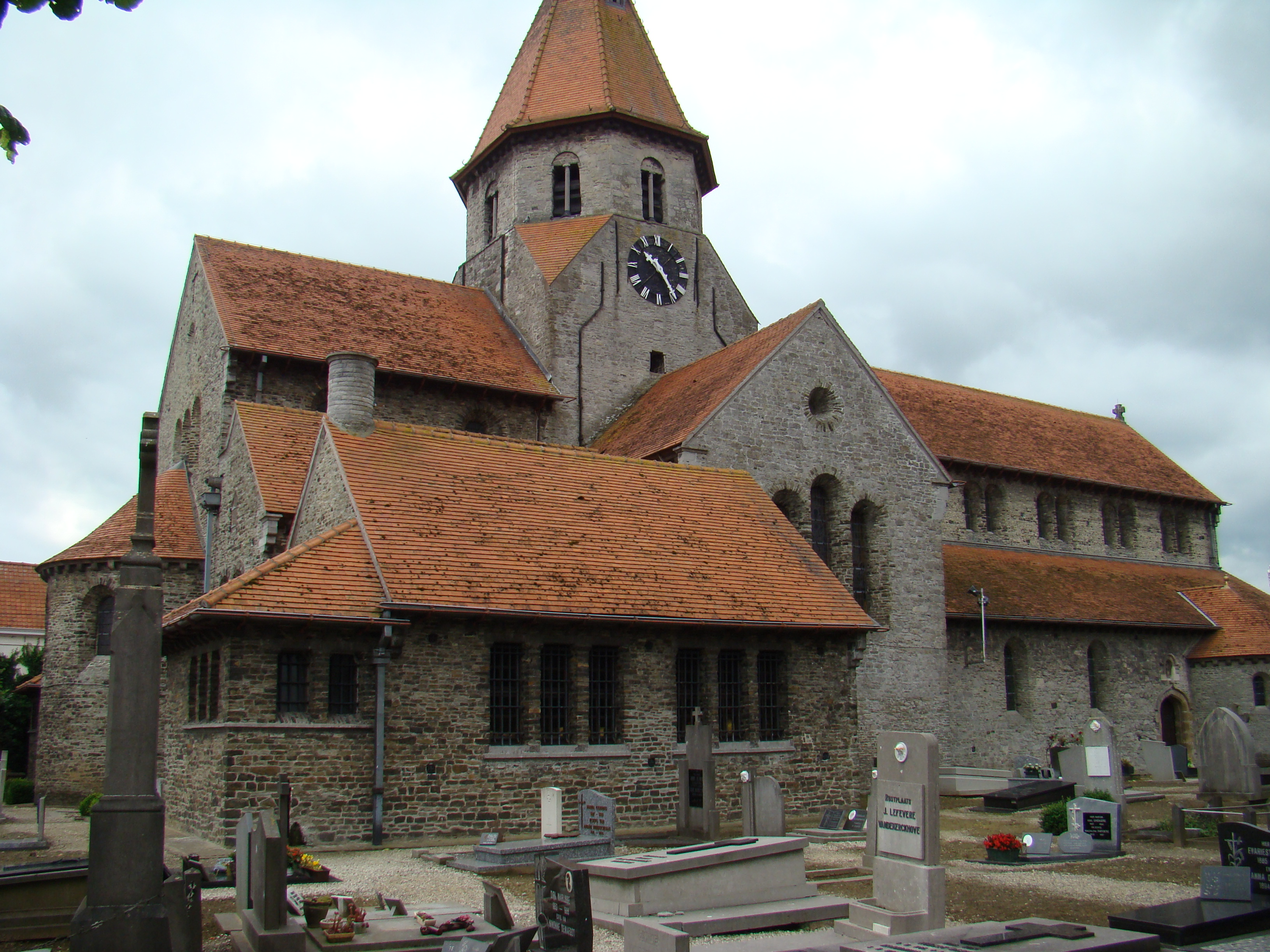
Sint-Bavokerk
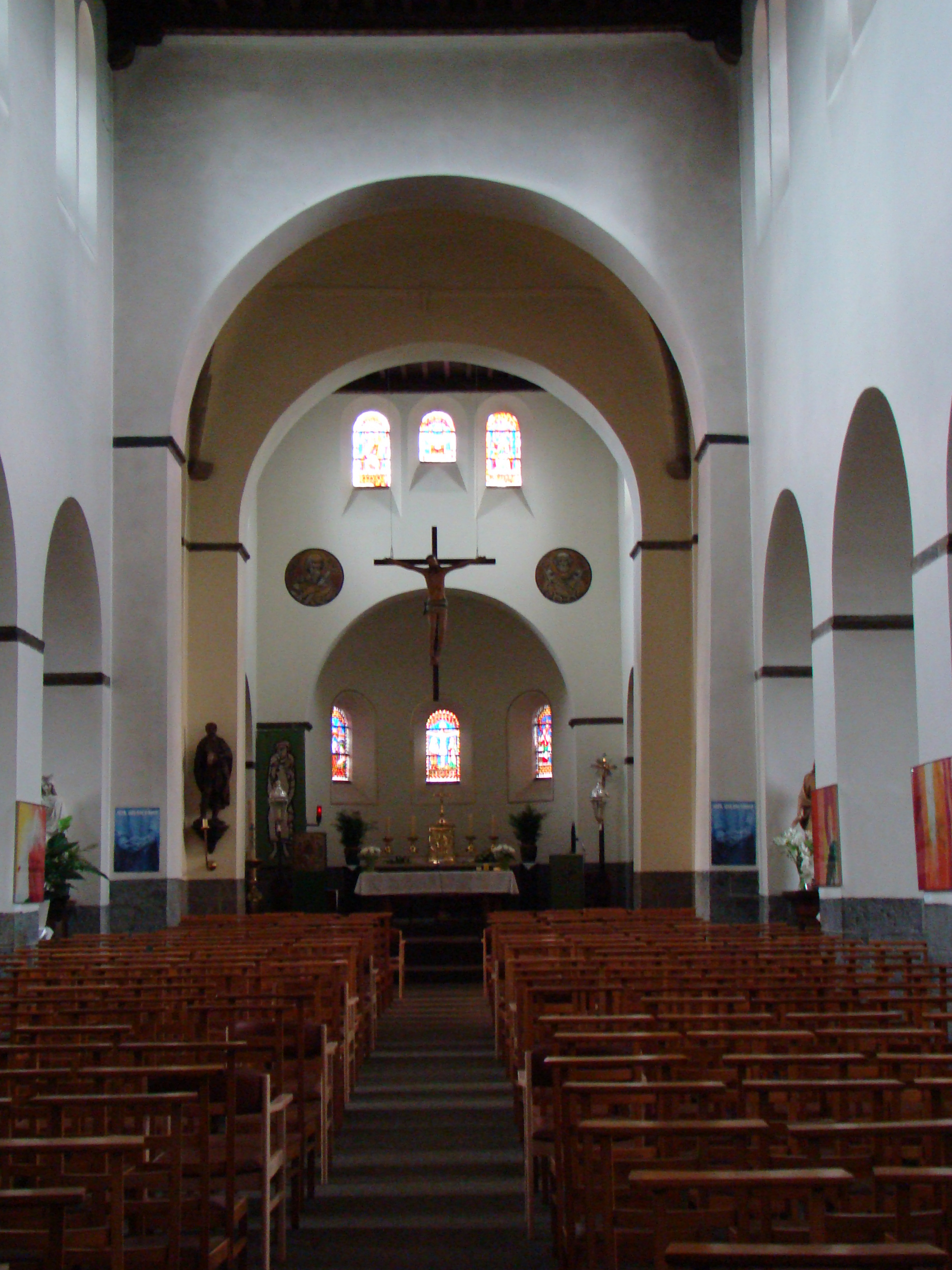
Sint-Bavokerk

## Natuur en landschap
Sint-Baafs-Vijve ligt gedeeltelijk in de vallei van de Leie, terwijl het zuiden behoort tot Zandlemig Vlaanderen en wel het Hoogland van Hulste. De hoogte varieert van 9-16 meter. Nadat de Leie in 1974 werd rechtgetrokken en gekanaliseerd, bleef achter de kerk een afgesneden meander bewaard. In het noordoosten is de benedenloop van de Mandel, die hier in de Leie uitmondt.

## Cultuur
- De 19de-eeuwse pastorie opende in 1983 haar deuren als cultureel centrum André Demedtshuis.

## Evenementen
- De Hondenzwemming (Sint-Baafs-Vijve) (ondertussen erkend als Vlaams immaterieel cultureel erfgoed): iedere tweede zondag van oktober staat de dorpskern van Sint-Baafs-Vijve in volle belangstelling voor de bekende loop- en zwemwedstrijd voor honden. In de volksmond de ‘hondenzwemming’ genoemd is uniek in België. Hoe het ooit begon, weet niemand meer precies. De honden moeten een korte afstand lopen en dan over de oude Leie-arm zwemmen.[1]

## Politiek
Sint-Baafs-Vijve was een zelfstandige gemeente tot aan de gemeentelijke herindeling in 1977. Sindsdien maakt het dorp samen met Ooigem deel uit van de fusiegemeente Wielsbeke. Tot de fusie had de gemeente Sint-Baafs-Vijve haar eigen gemeentebestuur en burgemeester. Bestuurders waren:
Als agent municipal:
- 1795-1798: Joannes Franciscus Van Schoebeke
- 1798-1800: Joannes Franciscus Schotte

Als burgemeester:
- 1800-1801: Petrus Franciscus Lambrecht
- 1801-1819: Franciscus Lammertijn
- 1819-1830: Bartholomeus Biebuyck
- 1830-1835: Johannes Vynckier
- 1835-1843: Bartholomeus Biebuyck
- 1843-1848: Joseph Van Parijs
- 1848-1871: Ivo Vanhoutte
- 1872-1876: Joseph Van Parijs
- 1876-1890: August Carton
- 1890-1919: Charles Planckaert
- 1919-1921: Adolphe Verougstraete
- 1921-1940: Achiel Bekaert
- 1940-1944: Gaston Balcaen (VNV, oorlogsburgemeester)
- 1944-1946: Achiel Bekaert
- 1946-1947: Modest Declerck (ad interim)
- 1947: Germain Planckaert (ad interim)
- 1947-1952: Maria Lauwers
- 1953-1976: Maurice Hilaire Vandenhende

## Geboren in Sint-Baafs-Vijve
- André Demedts (1906-1992), schrijver, dichter, leraar en directeur van BRT-radio West-Vlaanderen
- Gabriëlle Demedts (1909-2002), schrijfster

## Nabijgelegen kernen
Wielsbeke, Wakken, Oostrozebeke, De Ginste en Sint-Eloois-Vijve